# Dignitatis humanae
Dignitatis humanae (la dignidad humana) es una declaración del Concilio Vaticano II sobre la libertad religiosa. Fue promulgada el 7 de diciembre de 1965 en una sesión de los padres conciliares ante el papa Pablo VI.
Fue uno de los documentos de más largo proceso redaccional del Concilio, así como de los más controvertidos.
Sigue el siguiente esquema:
1. Introducción
2. Aspectos generales de la libertad religiosa
3. La libertad religiosa a la luz de la Revelación
4. Conclusión

## Fondo

### Punto de vista católico anterior
Históricamente, el ideal de organización política católica era una estructura estrechamente entrelazada de la Iglesia católica y los gobernantes seculares generalmente conocidos como Cristiandad, con la Iglesia católica teniendo un lugar privilegiado en la estructura política. En 1520, papa León X en la bula papal Exsurge Domine había condenado la proposición "Que los herejes sean quemados es contra la voluntad del Espíritu" como uno de varios errores que fueron "ya sea herético, escandaloso, falso, ofensivo para oídos piadosos, o seductor de mentes simples y contra la verdad católica". Sin embargo, durante la misma época, la Iglesia Católica condenaba las herejías Regalistas, Galicanas y Cesaropapistas que aspiraban a que un Estado, bajo pretexto de su Confesionalidad, quisiera intervenir en asuntos religiosos (como la Conversión de las personas o la represión a la Herejía) que eran una protestad del Fuero eclesiástico, y más bien defendiendo la doctrina Agustinista y Tomista de que solo por concesión del Poder Espiritual del Papado (considerada de un orden superior según la Doctrina de las dos espadas) es que algún Gobierno cristiano podría usar su Poder temporal para que la Autoridad civil reprima la herejía o la apostasía (si y solo hubiera causa justa, algo que solo podía determinar el Papado), pero enseñando como doctrina magisterial que no era un derecho inherente del Estado el ser una institución con protestadas religiosas, y por tanto, condenando enérgicamente la Iglesia a los gobernantes cristianos que, durante las Guerras religiosas europeas, abusaron de dichas concesiones de la Iglesia con el Patronato (o usurparon las potestades del Fuero eclesiástico, como en el caso de los países que abrazaron la Reforma protestante y fundaron Iglesias nacionales controladas por el Estado, como la Iglesia Anglicana cuyo jefe era el Rey de Inglaterra) para así violar los derechos de las personas que no estuvieran adheridos a la Iglesia verdadera, quienes según la Santa Sede debían ser tratados con compasión y llamados a que se corrijan para que regresen a la Ortodoxia, no ser reprimidos brutalmente sin respeto a una Presunción de inocencia (condenándose además a gobernantes que quisieran reprimir o desconocer derechos de no-cristianos, como Musulmanes o Judíos, que no estaban bajo jurisdicción de los cristianos por estar en una comunión religiosa diferente, y por tanto fuera de la jurisdicción de la Inquisición). En resumidas cuentas, la Iglesia se reservaba para el Clero el derecho a juzgar la consciencia religiosa de las almas para determinar quien fuese un Hereje y como lidiar judicialmente con estos (reservándose las penas mas graves para los herejes reincidentes o que admitieran ser apostatas públicamente), mientras que el Estado no tenía tales prerrogativas por sí mismos, si no por gracia de la verdadera Iglesia de Cristo (la Santa Sede), la cual además no consideraba moralmente aceptable interferir en la consciencia de los no-cristianos por su falta de Bautismo, teniendo estos que ser respetados en su condición de no-cristianos y a tener libertad para profesar su religión entre sus comunidades (como los Ghettos) siempre que no hagan proselitismo de lo que la Iglesia entiende como falsas religiones cuya expansión haría peligrar la Salvación en el cristianismo (decantándose entonces la Iglesia por defender la Unidad católica o Uniformismo religioso a nivel político en las sociedades de mayoría católica).

El castigo de los crímenes sólo corresponde a los magistrados civiles en cuanto esos crímenes son contrarios a los fines políticos, a la paz pública y a la justicia humana; pero la coerción respecto de aquellos hechos que se oponen a la religión y a la salvación del alma, es esencialmente una función del poder espiritual [el poder de la Iglesia], de modo que la autoridad para hacer uso de las penas temporales para los fines de dicha corrección debe haber sido asignada en particular a este poder espiritual.
Francisco Suárez, Defensio Fidei Catholicae adversus Anglicanae Sectae Errores

Por otra parte, la Iglesia Católica condeno la libertad religiosa como una herejía durante el Papado de Pío IX con la encíclica Quanta cura, y dicha condena fue reafirmada durante el Papado de San Pio X con el Syllabus (un compendio de proposiciones condenadas por el Magisterio de la Iglesia). Ambas condenas eran una continuación de una larga serie de condenas reaccionarias contra la Herejía modernista y la Teología liberal que se habían suscitado desde fines del siglo XVIII con la oposición de la Iglesia a las "innovaciones filosóficas" de la Ilustración, así como a los Estados laicos salidos de las Revoluciones atlánticas, bajo el argumento de que el Liberalismo político, por medio del derecho a la Libertad de culto, fomentaba el Indiferentismo religioso y la Secularización forzada que atentaba contra los deberes políticos de las sociedades católicas en defender la practica religiosa y los valores cristianos en la esfera pública (reduciendo la vida religiosa a un asunto puramente privado, lo cual se consideraba que hacía peligrar la Salvación en el cristianismo y solo conduciría a la Descristianización por medio de un aumento de los Católicos no practicante), así como  por atentar contra los derechos de la iglesia frente a las políticas Anticlericales de los Laicistas (que además buscaban fomentar a las Minorías religiosas y a los Irreligiosos, así como intentar que el Poder civil intervenga contra el Fuero eclesiástico). Ante dicho contexto de hostilidad entre los católicos y los liberales en la política debido a diferencias irreconciliables en Filosofía del derecho, la iglesia realizaría enérgicas condenas contra el derecho a la Libertad Religiosa, pero solo según tal como lo formulaban los ideólogos liberales, que se entendía bajo la proposición herética de que "todas las religiones (o todas las confesiones cristianas) son igualmente verdaderas y válidas" en la cual se fundamentaban los juristas liberales para definir el concepto de Libertad Religiosa. Sin embargo, ello no implico nunca que la iglesia buscase negar los derechos de las personas que fuesen no-católicos (pues a ojos del Derecho natural y el Ius gentium, tenían un derecho para aceptar o rechazar la Doctrina católica según la buena fe de sus corazones), solo a afirmar que como consecuencia de que la Fe católica es la única religión verdadera, el resto de posturas religiosas no podían tener los mismos derechos que la fe católica en el orden político (si y solo si la sociedad política confesara la fe católica), pues el error no tiene derechos, y así la Iglesia buscaba llamar a los Gobernantes católicos (en un contexto histórico donde la mayoría de gobiernos eran Estados confesionales) a que no alteren esas relaciones históricas de supremacía católica en la esfera política, pues para la Santa Sede, los Gobernantes con una sincera fe católica tenían que condenar la Separación Iglesia-Estado (tal como lo entendían los liberales) como una herejía, y no dejarse mal influenciar por las predicas liberales argumentando que era necesario la abolición de los privilegios de la Iglesia Católica para lograr la "paz publica" (que no haya división política en el estado debido a reconocer las diferencias políticas entre confesionalidades, aspirando a igualarlas todas ante la ley).

## Vaticano II y la libertad religiosa

### Tercera sesión (1964)
El debate sobre una Declaración separada sobre libertad religiosa se llevó a cabo del 23 al 25 de septiembre, como lo había prometido el papa Pablo VI el año anterior. Sin embargo, en octubre el partido Curial hizo un intento de devolver esta declaración a revisión por una comisión especial, que contenía muchos miembros hostiles y estaba fuera de la jurisdicción del Consejo Pontificio para la Promoción de la Unidad de los Cristianos. La protesta de los obispos al papa resultó en que la declaración permaneciera "bajo unidad" con una comisión de trabajo diferente que la revisó y enmendó.

### Cuarta sesión (1965)
Este texto revisado fue aprobado por el consejo el 25 de octubre, y solo se permitieron enmiendas menores después (incluidas algunas que no le agradaron a Murray). Se tomó la votación final y la declaración se promulgó al final del concilio el 7 de diciembre de 1965. La afirmación de algunos de que esta abrumadora mayoría se debió al intenso cabildeo del ala reformista de los Padres Conciliares entre los prelados que inicialmente tenía reservas o incluso objeciones.

## Crítica de la Sociedad de San Pío X
El arzobispo Marcel Lefebvre citó este documento como una de las razones fundamentales de sus dificultades con el Concilio Vaticano II. Sigue siendo un foco de tales ataques hasta el día de hoy. La posición del Vaticano de que la FSSPX debe reconocer Dignitatis humanae y Nostra aetate como autoritarios siguió siendo un punto clave de diferencia entre los dos.
La Sociedad de San Pío X criticó cómo Dignitatis humanae abordó la libertad religiosa con un argumento de la historia:

Los santos nunca han dudado en romper ídolos, destruir sus templos o legislar contra las prácticas paganas o heréticas. La Iglesia - sin obligar jamás a nadie a creer o bautizarse - siempre ha reconocido su derecho y deber de proteger la fe de sus hijos e impedir, siempre que sea posible, el ejercicio público y la propagación de cultos falsos. Aceptar la enseñanza del Vaticano II es admitir que, durante dos milenios, los papas, santos, padres y doctores de la Iglesia, obispos y reyes católicos han violado constantemente los derechos naturales de los hombres sin que nadie en la Iglesia se dé cuenta. Una tesis así es tan absurda como impía.

### Respuestas a las críticas
Sobre las contradicciones que algunos ven entre Dignitatis humanae y el Programa de errores del Papa Pío IX, Brian Mullady ha argumentado que:

la libertad religiosa condenada en el Programa de Errores se refiere a la libertad religiosa vista desde el punto de vista de la acción del intelecto, o libertad respetuosa de la verdad; mientras que la libertad de religión garantizada y fomentada por "Dignitatis humanae" se refiere a la libertad religiosa vista desde el punto de vista de la acción de la voluntad en la moral. En otras palabras, quienes ven en estas diferentes expresiones un cambio en la enseñanza están cometiendo la falacia de la univocidad de términos en lógica. Los términos "libertad" se refieren a dos actos del alma muy diferentes.

La interpretación del documento, según la Hermenéutica de la continuidad, es que la defensa del Concilio Vaticano II a la libertad religiosa, junto a otros conceptos comúnmente asociados a la Carta de derechos humanos (está ultima desarrollada según ideologías liberales condenadas por el Magisterio de la Iglesia), es una defensa que está dada siempre que estén subordinados a la ley natural y al bien común, no entendiéndolos como Derecho subjetivos que permitan un falso derecho a creer en el error (manteniéndose las condenas en Quanta cura y el Syllabus), si no como Derecho objetivo donde hay deberes de todo Estado en proteger los derechos de la persona humana a creer en la Religión verdadera. Entonces, se infiere que Dignitates Humanae considera implícito que un Estado Cristiano tiene compromisos de salvaguardar la salvación de las almas (aspirando a la Unidad católica) y evitar las apostasías o la expansión de la herejía, por lo que su énfasis del documento (asumiendo ya lo anterior a priori en la Tradición de la Iglesia) apunta a explicitar que un Gobierno secular, para ser legítimo ante la Ley eterna y el Orden natural (incluso si fuera un Estado no-Cristiano), debería permitir al menos el derecho a poder buscar la religión verdadera en vez de imponer el Laicismo o el Ateísmo de Estado por un lado, así como imponer Conversiones Forzadas o un Estado sacerdotal por otro lado.

"En su discurso de 2005 a la curia romana, Benedicto XVI habló de dos formas de interpretar y aplicar el concilio: «la hermenéutica [...] de la ruptura» y «la hermenéutica de la reforma». Si en la primera hermenéutica hay pura discontinuidad, en la segunda no hay pura continuidad, sino «continuidad y discontinuidad en diferentes niveles». Es claro que la naturaleza de la fe y de la Iglesia no admite la primera hermenéutica. Pero sí la segunda; en algunas materias la renovación será muy profunda, pero no contradice la continuidad sustancial con la Iglesia de los tiempos anteriores. Precisamente la libertad religiosa se presta fácilmente a una hermenéutica de la ruptura, y hay que evitar ese riesgo. Por otro lado, junto con esta exigencia de continuidad, la fe presenta también otra exigencia interior: el respeto a la verdad, y también a la verdad de los hechos históricos. Esto quiere decir que no cabe negar la evidencia. Es claro que hay una seria rectificación de algunas encíclicas papales sobre la materia"
Carlos Soler, La continuidad del magisterio sobre libertad religiosa: la interpretación de Dignitatis humanae en su contexto histórico

## Comisión Teológica Internacional, 2019
El 21 de marzo de 2019, el papa Francisco aprobó la publicación de un documento elaborado por la Comisión Teológica Internacional titulado "Libertad religiosa para el bien de todos: Enfoque teológico de los desafíos contemporáneos". Intenta actualizar  Dignitatis humanae  a la luz de la creciente diversidad y secularización observada desde el Concilio: "la complejidad cultural del orden civil actual".

## Más lecturas
- Stüssi, Marcel (2012).  Modelos de libertad religiosa: Suiza, Estados Unidos y Siria por representación analítica, metodológica y ecléctica , 375 y sigs. ISBN  978-3643801180